# Tetraria octandra
Tetraria octandra är en halvgräsart som först beskrevs av Christian Gottfried Daniel Nees von Esenbeck, och fick sitt nu gällande namn av Georg Kükenthal. Tetraria octandra ingår i släktet Tetraria och familjen halvgräs. Inga underarter finns listade i Catalogue of Life.